# Blanche Baillargeon
Pour les articles homonymes, voir Baillargeon.
Blanche Baillargeon, née à Montréal en 1983, est une contrebassiste, chanteuse, compositrice, réalisatrice et productrice québécoise. À ce jour, elle a fait deux albums, Paysages du jour tranquille et Le nid plus récemment.

## Biographie
Fille de la cinéaste Paule Baillargeon et de l'artiste multimédia Luc Courchesne, belle-fille du musicien Yves Laferrière, elle grandit dans une famille d'artistes et développe dès l'enfance un goût prononcé pour la musique. C'est à 14 ans qu'elle découvre la basse. Elle fera ses études au CÉGEP de Saint-Laurent avec une spécialisation en arrangement jazz qui lui vaudra un prix d'excellence, puis à l'Université de Montréal en interprétation jazz où elle commencera l'étude de la contrebasse.
Elle accompagne ensuite plusieurs artistes de renom comme bassiste ou contrebassiste, dont DJ Champion, Clémence Desrochers, Marco Calliari ou Christine Tassan et les Imposteures. En 2005, elle réalise Écoute!, un court-métrage produit par Marcel Simard (Virage). En 2011, elle signe la musique originale de Trente Tableaux, film de Paule Baillargeon.
C'est en 2015 qu'elle lance un premier album à son nom, Paysages du jour tranquille, qui récolte un succès critique. En 2022, elle sort la chanson Sous tes yeux le printemps, premier extrait d'un deuxième album sorti à l'automne 2022, Le Nid.

## Discographie
- 2015 : Paysages du jour tranquille
- 2023 : Le nid